# Luchino Visconti
Luchino Visconti di Modrone, född 2 november 1906 i Milano, död 17 mars 1976 i Rom, var en italiensk teater-, opera- och filmregissör samt manusförfattare. Han var greve av Lonate Pozzolo och tillhörde den aristokratiska familjen Visconti från Milano. Visconti var öppet homosexuell. Innan sin död hade han ett förhållande med den österrikiska skådespelaren Helmut Berger, som medverkade i flera av hans filmer.

## Filmografi i urval
- 1943 – Köttets lust
- 1948 – Jorden skälver
- 1952 – Den vackraste
- 1954 – Sinnenas rus
- 1957 – Vita nätter
- 1960 – Rocco och hans bröder
- 1962 – Det ljuva lättsinnet (delen "Il lavoro")
- 1963 – Leoparden
- 1965 – Karlavagnens bleka stjärnor
- 1967 – Främlingen
- 1969 – De fördömda
- 1970 – Alla ricerca di Tadzio
- 1971 – Döden i Venedig
- 1973 – Ludwig
- 1974 – Våld och passion
- 1976 – Den oskyldige

## Galleri

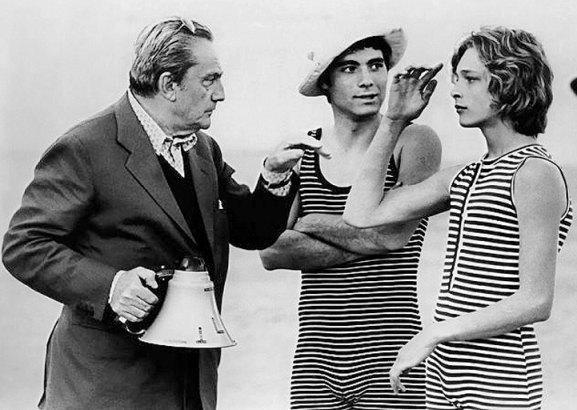
Under inspelningen av  Döden i Venedig  1971, Luchino Visconti, Sergio Garfagnoli och Björn Andrésen.
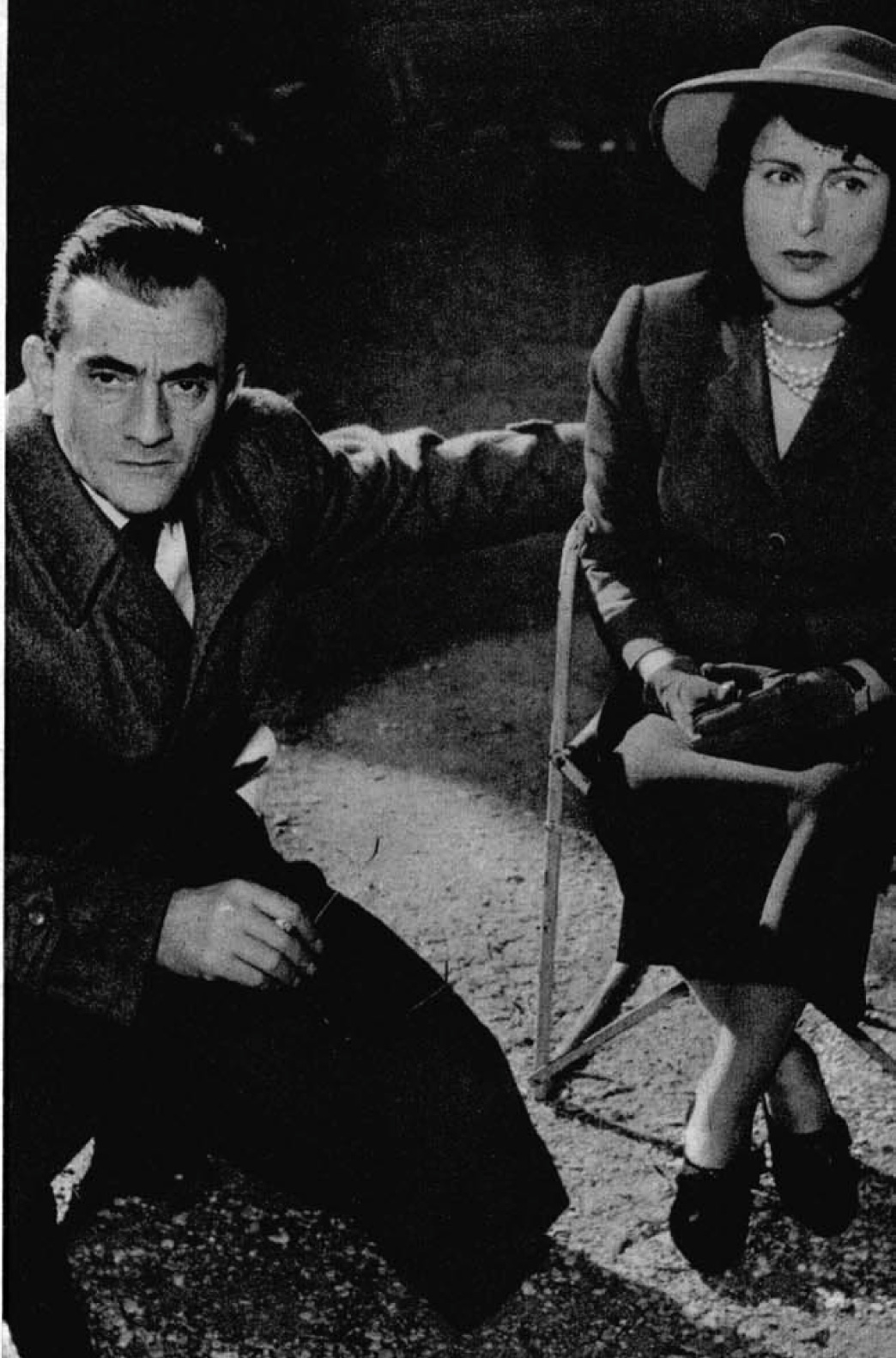
Luchino Visconti och Anna Magnani.
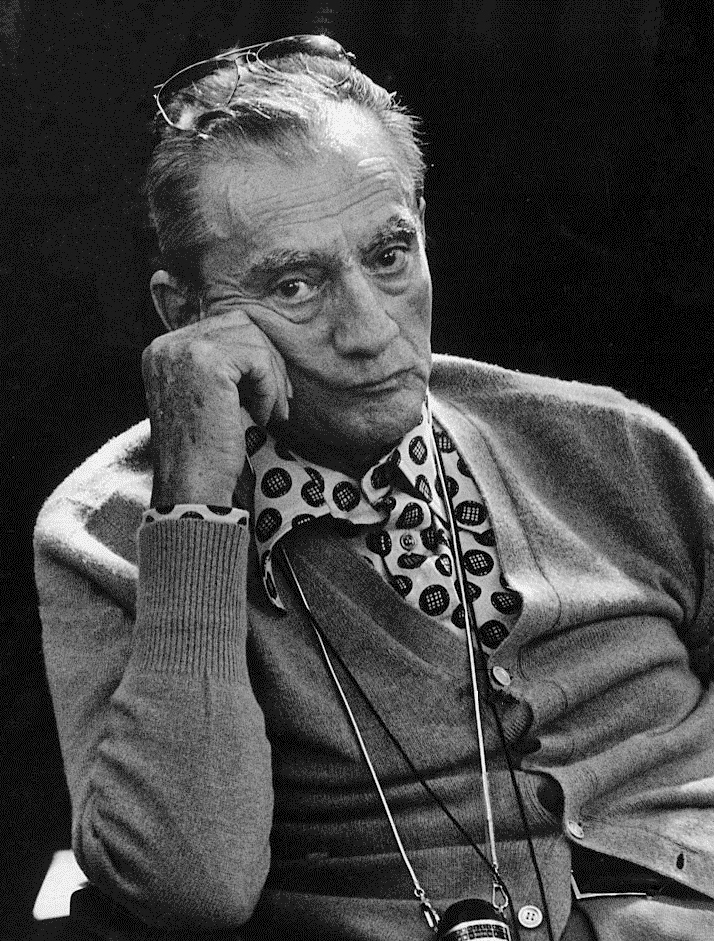
Luchino Visconti 1972.
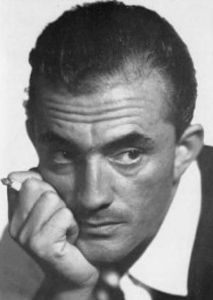
Luchino Visconti.
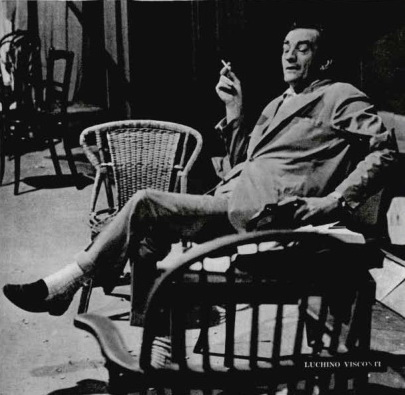
Luchino Visconti 1959.
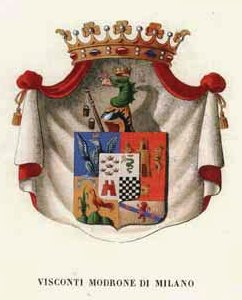
Familjen Viscontis vapen.